# Jimbor (okręg Bistrița-Năsăud)
Jimbor – wieś w Rumunii, w okręgu Bistrița-Năsăud, w gminie Chiochiș. W 2011 roku liczyła 490 mieszkańców.